# Nayeli Rangel
Lydia Nayeli Rangel Hernández (Monterrey, 1992. február 28. –) mexikói válogatott labdarúgó, aki jelenleg a Tigres UANL játékosa.

## Pályafutása

### Klubcsapatokban
Karrierjét 2010-ben a helyi Tigres UANL együttesénél kezdte.
2013 januárjában az NWSL draftján került a Sky Blue csapatához, ahol június 1-jén mutatkozott be a Boston Breakers ellen.
2016 decemberében igazolt a Primera División-ban szereplő Sporting Huelva gárdájához, azonban a szezon végeztével visszatért a Tigreshez és két bajnoki címet is szerzett együttesével. 2020 februárjában térdsérülést szenvedett, így a Tigres következő két győztes kiírásában nem tudott komolyabb szerepet vállalni.

### A válogatottban
A mexikói U20-as válogatottal részt vett a 2008-as a 2010-es és a 2012-es korosztályos, a felnőtt nemzeti csapattal a 2011-es és 2015-ös világbajnokságon.

#### Statisztikái
| Világbajnokság                | Helyszín    | Eredmény    | Mérkőzés | Gól |
| ----------------------------- | ----------- | ----------- | -------- | --- |
| 2008-as U20-as világbajnokság | Chile       | Csoportkör  | 1        | 0   |
| 2010-es U20-as világbajnokság | Németország | Negyeddöntő | 4        | 1   |
| 2012-es U20-as világbajnokság | Japán       | Negyeddöntő | 4        | 0   |
| 2011-es világbajnokság        | Németország | Csoportkör  | 3        | 0   |
| 2015-ös világbajnokság        | Kanada      | Csoportkör  | 3        | 0   |

## Sikerei, díjai

### Klubcsapatokban
Mexikói bajnok (4):
- Tigres UANL (4): 2018 Clausura, 2019 Clausura, 2020 Guardianes, 2021 Guardianes

### A válogatottban
Mexikó
- U20-as CONCACAF-aranykupa aranyérmes: 2008
- Női CONCACAF-aranykupa bronzérmes: 2014
- Pánamerikai Játékok bronzérmes (1): 2015
- Brazil Nemzetközi Torna ezüstérmes (1): 2009[2]
- Négy Nemzet Tornája ezüstérmes (1): 2016[3]
- Négy Nemzet Tornája bronzérmes (2): 2014, 2015
- Ciprus-kupa bronzérmes: 2015[4][5][6][7]
- Török-kupa ezüstérmes (1): 2018[8]